# Championnat d'Afrique des nations féminin de handball 1996
Navigation
Tunisie 1994 Afrique du Sud 1998
La 12e édition du Championnat d'Afrique des nations féminin de handball a eu lieu à Cotonou (Bénin) du 18 au 27 octobre 1996,. Le tournoi réunit les meilleures équipes féminines de handball en Afrique et a lieu en même temps que le tournoi masculin. Ce championnat sert de qualification pour le championnat du monde 1997.
En finale, la Côte d'Ivoire s'impose nettement 35 à 19 face à l'Algérie et remporte son 2e titre dans la compétition. L'Angola complète le podium. Ces trois équipes sont qualifiées pour les championnats du monde 1997. À noter que le Bénin, pays organisateur, n'a pas présenté d'équipe.

## Phase de groupe

### Groupe A
|   | Équipe        | Pts | J | G | N | P | Bp | Bc | Diff |
| - | ------------- | --- | - | - | - | - | -- | -- | ---- |
| 1 | Côte d'Ivoire | 4   | 2 | 2 | 0 | 0 | 57 | 37 | 20   |
| 2 | Algérie       | 2   | 2 | 1 | 0 | 1 | 57 | 33 | 24   |
| 3 | Togo          | 0   | 2 | 0 | 0 | 2 | 20 | 64 | -44  |

La Tunisie, qui aurait dû être dans ce groupe, a déclaré forfait.
| Date         | Équipe 1      | Score   | Équipe 2 |
| ------------ | ------------- | ------- | -------- |
| octobre 1996 | Algérie       | 33 - 07 | Togo     |
| octobre 1996 | Côte d'Ivoire | 31 - 13 | Togo     |
| octobre 1996 | Côte d'Ivoire | 26 - 24 | Algérie  |

### Groupe B
|   | Équipe     | Pts | J | G | N | P | Bp | Bc | Diff |
| - | ---------- | --- | - | - | - | - | -- | -- | ---- |
| 1 | Congo      | 6   | 3 | 3 | 0 | 0 | 84 | 63 | 21   |
| 2 | Angola     | 4   | 3 | 2 | 0 | 1 | 86 | 68 | 18   |
| 3 | Cameroun   | 2   | 3 | 1 | 0 | 2 | 68 | 81 | -13  |
| 4 | Mozambique | 0   | 3 | 0 | 0 | 3 | 65 | 91 | -26  |

| Date         | Équipe 1 | Score   | Équipe 2   |
| ------------ | -------- | ------- | ---------- |
| octobre 1996 | Congo    | 28 - 18 | Cameroun   |
| octobre 1996 | Angola   | 34 - 19 | Mozambique |
| octobre 1996 | Congo    | 26 - 24 | Angola     |
| octobre 1996 | Cameroun | 27 - 25 | Mozambique |
| octobre 1996 | Angola   | 28 - 23 | Cameroun   |
| octobre 1996 | Congo    | 30 - 21 | Mozambique |

### Tour final
|  | Demi-finales    | Demi-finales |                        |              | Finale          | Finale          |
|  | Demi-finales    | Demi-finales |                        |              | Finale          | Finale          |
|  |                 |              |                        |              |                 |                 |
|  | octobre 1996    | octobre 1996 |                        |              | 29 octobre 1996 | 29 octobre 1996 |
|  | octobre 1996    | octobre 1996 |                        |              | 29 octobre 1996 | 29 octobre 1996 |
|  | Côte d'Ivoire   | 29 (11)      |                        |              | 29 octobre 1996 | 29 octobre 1996 |
|  | Côte d'Ivoire   | 29 (11)      |                        |              | 29 octobre 1996 | 29 octobre 1996 |
|  | Angola          | 25 (9)       |                        |              | 29 octobre 1996 | 29 octobre 1996 |
|  | Angola          | 25 (9)       | Côte d'Ivoire          | 35 (18)      |                 |                 |
|  | octobre 1996    |              | Côte d'Ivoire          | 35 (18)      |                 |                 |
|  |                 | Algérie      | 19 (8)                 |              |                 |                 |
|  | Algérie         | Algérie      | 19 (8)                 | 24ap (20, 9) |                 |                 |
|  | Algérie         |              |                        | 24ap (20, 9) |                 |                 |
|  | Congo           | 23 (20, 9)   |                        |              |                 |                 |
|  | Congo           | 23 (20, 9)   | Match pour la 3e place |              |                 |                 |
|  |                 |              |                        |              |                 |                 |
|  | 29 octobre 1996 |              |                        |              |                 |                 |
|  |                 |              |                        |              |                 |                 |
|  | Angola          | 24 (10)      |                        |              |                 |                 |
|  | Angola          | 24 (10)      |                        |              |                 |                 |
|  | Congo           | 21 (10)      |                        |              |                 |                 |
|  | Congo           | 21 (10)      |                        |              |                 |                 |

### Matchs de classement 5 à 7
|   | Équipe     | Pts | J | G | N | P | Bp | Bc | Diff |
| - | ---------- | --- | - | - | - | - | -- | -- | ---- |
| 5 | Cameroun   | 4   | 2 | 2 | 0 | 0 | 61 | 30 | 31   |
| 6 | Mozambique | 2   | 2 | 1 | 0 | 1 | 49 | 46 | 3    |
| 7 | Togo       | 0   | 2 | 0 | 0 | 2 | 30 | 64 | -34  |

- Mozambique bat Togo 31-18 (18-7)
- Cameroun bat Mozambique 28-18 (16-8)
- Cameroun bat Togo 33-11 (15-5)

## Classement final
| Classement                  | Pays          |
| --------------------------- | ------------- |
| Médaille d'or, Afrique      | Côte d'Ivoire |
| Médaille d'argent, Afrique  | Algérie       |
| Médaille de bronze, Afrique | Angola        |
| 4                           | Congo         |
| 5                           | Cameroun      |
| 6                           | Mozambique    |
| 7                           | Togo          |

La Côte d'Ivoire, l'Algérie et l'Angola sont qualifiées pour le championnats du monde 1997.

## Effectifs
La Côte d'Ivoire, championne d'Afrique, aurait été composée notamment des joueuses suivantes[réf. à confirmer] : Fatoumata Diomandé, Sidonie Lourougnon, Adélaïde Tibe, Philomène Koko, Laurette Bodoua, Julie Toualy, Marie-Ange Gogbe, Alice Koudougnon, Josée Rufine Lobouo, Catherine Seri Tapé, Élisabeth Sokouri, Ahoua Zoromou. Entraîneurs : Moussa Camara et Julienne Akpa.
La liste des joueuses de l'Algérie, vice-championne d'Afrique, en stage de préparation était : Dhehbia Mehanek, Nabila Chibani, Nadhra Aouka, Fatiha Neggazi, Houda Benachi, Karima Toudjine, Nacèra Touati, Meriéme Khalil, Soraya Ahdjoudj, Nadjia Attafène, Feriel Choukri, Abla Boulahlib, Wafaa M'Kaissi, Kheira Chebah, Farah Bouhadouf, Lynda Cherik, Hassen-Bey et Kirat. Entraîneurs : Djoudi et  Mme Taiebi.